# Beck Vilmos (festő)
Beck Vilmos (Baja, 1822, más források szerint 1824. május 17. – Pest, 1862. szeptember 24.) festőművész, író.

## Élete
Beck Móric kereskedő fia és Beck Károly öccse volt. Miután szüleivel Pestre költözött, a Bibanco-féle kereskedői iskolában tanult; azonban a festészetre több hajlamot érezvén atyja 1837-ben Bécsbe küldte, ahol több évet szentelt festészeti tanulmányoknak. Ezután visszatért Pestre, hol 1846-ban Der Zeitgeist címmel képes élclapot adott ki, mely e nemben első volt az országban, sőt az egész Habsburg Birodalomban. 1849-ben Bécsbe költözött és Engländer Sándorral szövetkezve szerkesztette a Charivarit; ezért az osztrákok elítélték és két hónapi fogság után 1850. február 17-én szabadon bocsátották, azonban Pestre lett internálva. Itt élt azután, leszámítva azt a kevés időt, melyet Németországban töltött, és folytonos sorvadó betegséggel küzdve, munkatársa volt Der Eulenspiegel című lapnak és szerkesztette a Laczikonyha című német lapot; ezenkívül a legtöbb németországi s ausztriai élclapnak és folyóiratnak volt munkatársa, a kereskedelmi lapokat pedig közleményekkel látta el, novellákat is írt és az évekig betegen fekvő atyjának üzletére felügyelt. Felesége Reiszner Julianna volt.
Az irodalomban Willi Beck név alatt működött.